# Pumps

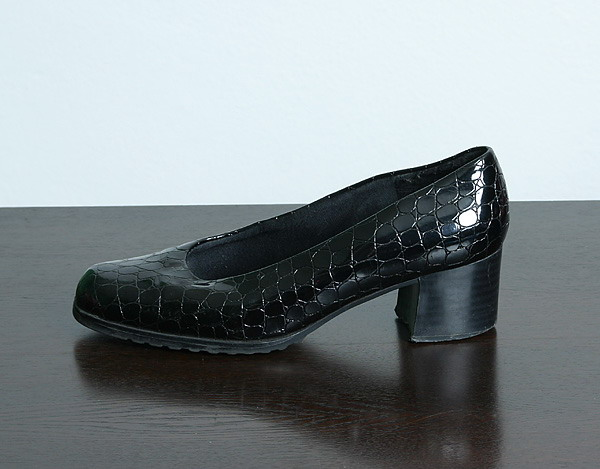
Pumps mit typischem Schaftschnitt und Plateau-Absatz

Pumps mit typischem Schaftschnitt und Pfennigabsatz

Der Pumps [pœmps] (Plural: die Pumps) ist ein weit ausgeschnittener, sonst aber geschlossener Halbschuh, mit flacher Sohle und einem Absatz von mindestens 3 und maximal 9,5 Zentimeter Höhe. 
Pumps haben keinen Verschluss, Schnürsenkel, Riemen, Reißverschlüsse, Elastikbänder oder Ähnliches. 

## Etymologie
Das Wort wurde aus dem Englischen ins Deutsche entlehnt, die weitere Herleitung ist ungewiss. Die ältesten Belege reichen bis in das 16. Jahrhundert zurück. Bei Shakespeare findet sich diese Bezeichnung im Jahr 1594. Im britischen und amerikanischen Sprachraum werden ganz unterschiedliche Modelle unter dem Begriff Pumps verstanden, z. B. die flachen Ballerinas im Vereinigten Königreich und die High heels in den Vereinigten Staaten.

## Geschichte
Im Zuge der Verbreitung von Absatzschuhen in Europa kamen Pumps im 17./18. Jahrhundert auf und wurden mit weißen Kniestrümpfen zu Kniebundhosen von männlichen Hoflakaien getragen. Im Zuge der Französischen Revolution verloren die Pumps vorübergehend ihre Absätze. Dandys trugen sie in der ersten Hälfte des 19. Jahrhunderts, und Frauen nutzten Pumps in der zweiten Jahrhunderthälfte als haltbare Alternative zu Stoff- und Seidenslippern und als bequemen Ersatz für die damals verbreiteten Knopfstiefeletten. Mit einem Schaft aus Lackleder etablierte sich der Pumps als Tanzschuh für beide Geschlechter gegen Ende des 19. Jahrhunderts. Zur weiten Verbreitung der Pumps kam es schließlich in der ersten Hälfte des 20. Jahrhunderts. Der zunehmend bessere Zustand der Straßen und neue Möglichkeiten der Mobilität machten das Tragen von Absatzschuhen im Alltag überhaupt erst möglich. Dabei kristallisierte sich deren Eigenschaft als typischer Damenschuh heraus. In den 1980er Jahren, als Frauen und Männer vermehrt angemessene Geschäftskleidung benötigten, reagierten die Schuhhersteller und brachten viele elegante und zugleich bequeme Pumps mit breiter geschnittener Zehenkappe und moderat hohen Absätzen von drei bis fünf Zentimetern auf den Markt.
Gegenwärtig werden Pumps als elegante Alltagsschuhe oder zu besonderen Anlässen getragen. Abgesehen von formalen Opernpumps zum Frack, sind Pumps nur noch als Damenschuh in Verwendung.

## Variierende Merkmale
Das Material des Schuhoberteils kann variieren, meist handelt es sich um chromgegerbtes und gefärbtes Kalb- oder Ziegenleder. Aber auch feine Gewebe wie Satin oder Seide kommen zum Einsatz, ebenso Kunstleder. Der Schaft kann mit oder ohne Verzierungen und Schmuckapplikationen sein. Auch die Schuhspitze variiert je nach vorherrschender Mode von spitz bis karreeförmig. Die Absatzform ist, insbesondere bei den höheren Absätzen, ebenfalls stark von der Mode abhängig.

## Schuhmodellgruppe Pumps

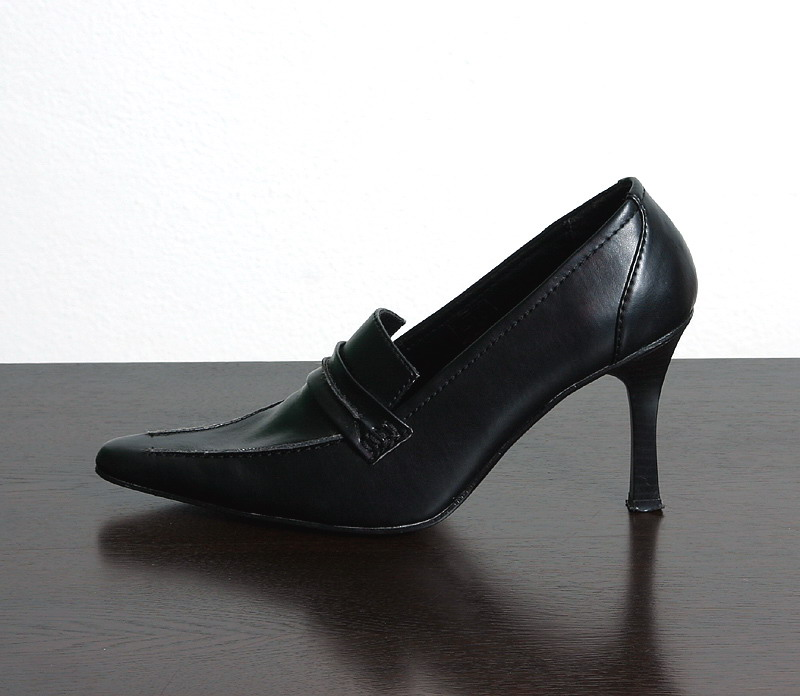
Hochfrontpumps bedecken einen Teil des Fußrückens

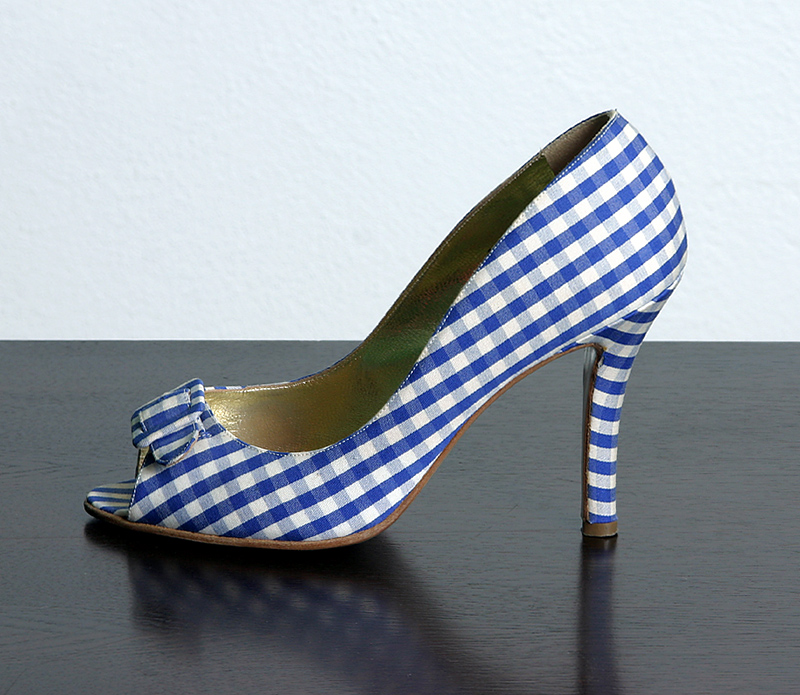
Peeptoes

Von der Grundform des Pumps sind im Laufe der Jahrzehnte viele Abwandlungen entstanden, so dass inzwischen eine Schuhmodellgruppenbezeichnung Pumps entstanden ist. Dennoch ist es strittig, inwieweit einige dieser Varianten noch als Pumps bezeichnet werden dürfen.
- Stiletto
In den 1950er Jahren waren sehr spitze Pumps mit Pfennigabsatz modern. Stiletto genannt, dies ist die italienische Bezeichnung für Bleistiftabsatz, siehe im Artikel über den Schuhabsatz.

- Hochfrontpumps
Ein sehr hochgeschnittener, bis zum Fußrist geschlossener, sonst einem Pumps ähnlicher Schuh wird als hochgeschlossener oder Hochfrontpumps bezeichnet.

- Peeptoes 
An der Schuhspitze mit einer kleinen Öffnung versehene Modelle werden als Peeptoes bezeichnet, solange die Zehen nur andeutungsweise zu sehen sind.

- Opentoes 
An der Schuhspitze weit geöffnet, so dass die Zehen frei sichtbar sind, werden Opentoes genannt.

- Schnürpumps
Höher geschnittene, sportlicher erscheinende Pumps (zusätzliche Schaftaufsatzteile, auffallende Nähte) mit einer funktionslosen Ristschnürung (ein oder zwei Ösenpaare).

- Opernpumps
Pumps als Herrenschuhe der höfischen Mode des 18. Jahrhunderts haben bis heute in Form sogenannter Opernpumps als klassischer Abendschuh (mit schwarzem Schaft aus Glatt- oder Lackleder, sowie mit flachem Absatz und Ripsseidenschleife auf dem Vorderblatt) zum Smoking und Frack überlebt.

## Begriffsabgrenzung

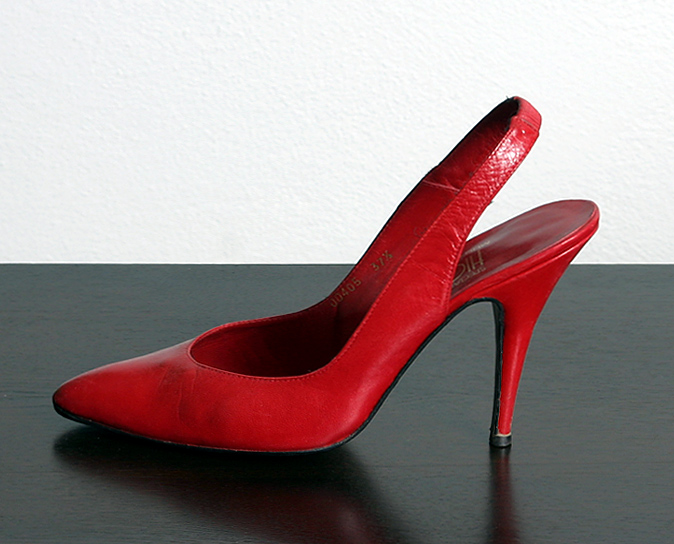
Slingbacks zählen zur Gruppe der Slings und sind schuhfachlich betrachtet keine Pumps

Vor allem Schuhe, die eine – wo auch immer platzierte – Spange (Riemen mit Verschluss) haben, zählen – schuhtechnisch betrachtet – nicht zur Modellgruppe der Pumps, sondern zu den Spangenschuhen, auch wenn es Begriffe wie „Spangenpumps“, „Knöchelriemenpumps“ etc. gibt. Ebenso wenig fallen die folgenden Modelle in die Gruppe der Pumps:
- Slingbacks oder Riemchenpumps
Der Schaft von Slingbacks (umgangssprachlich Riemchenpumps) geht im Bereich des Rückfußes in einen Verschlussriemen über, wodurch sich eine offene Ferse ergibt. (Pumps hingegen haben grundsätzlich einen geschlossenen Schaft und keinen Verschluss)

- Flamencopumps 
 Meist geschlossene Spitze und verschiedene Absatzformen, aber fast immer mit Fesselriemchen, teilweise auch/oder mit Spange über dem Rist (aber nicht zu verwechseln mit Mary-Janes).

- Highheels
Hochhackige Schuhe ab etwa 10 cm Absatzhöhe werden unabhängig vom Schaftschnitt als High heels bezeichnet. Von diesen Schuhmodellen gibt es diverse Modellvarianten, so auch Schuhe, die den Schaftschnitt eines Pumps zeigen, trotzdem aber zur Schuhmodellgruppe der High heels zählen.

## Sonstiges
Am Filmfestival Cannes beanstandeten Frauen im Mai 2015, dass sie am roten Teppich ermahnt wurden, Stöckelschuhe zu tragen.
Eine entsprechend geformte Stöckelschuh-Kirche wurde 2016 in Taiwan eingeweiht.
Die israelische Fluggesellschaft El Al verlangt 2015 von ihren Stewardessen Highheels zu tragen.